# DemonArchia
DemonArchia – trzeci album studyjny polskiej heavymetalowej grupy Butelka wydany 1 stycznia 2008 roku.

## Lista utworów
1. „Oda do Sebastiana” – 1:11
2. „Pogotowie Strajkowe” – 3:30
3. „Jestem Rolnikiem” – 3:14
4. „Stygmaty” – 3:57
5. „Dekoder TV Trwam” – 2:55
6. „W Habicie” – 5:07
7. „W Imieniu Wiary” – 4:22
8. „Czarne Niedziele” – 3:58
9. „Katolicki Tajny współpracownik (ktw)” – 3:50
10. „Własność Niczyja” – 5:30
11. „Politycy Idą do Piekła” – 3:33
12. „Demonarchia” – 3:45

## Twórcy
- McButelka – wokal, instrumenty klawiszowe, inżynieria dźwięku
- MBL – gitara
- Kot – gitara basowa
- Kviator – perkusja